# Formuladeildin 2018
La Formuladeildin 2018 (detta anche Betri Deildin 2018 per motivi di sponsorizzazione) è stata la 76ª edizione del campionato faroese di calcio. La stagione è iniziata l'11 marzo e si è conclusa il 27 ottobre 2018. Il Víkingur Gøta era la squadra detentrice del trofeo. L'HB Tórshavn ha vinto il campionato per la ventitreesima volta nella sua storia.

## Stagione

### Novità
Dopo la stagione 2017 è stato retrocesso in 1. deild soltanto l'ÍF Fuglafjørður. Dalla 1. deild 2017 è stato promosso l'AB Argir.

### Formula
Le 10 squadre partecipanti si affrontano tre volte, per un totale di 27 giornate.
La squadra campione delle Isole Fær Øer ha il diritto a partecipare alla UEFA Champions League 2019-2020 partendo dal primo turno preliminare.
La vincitrice della Coppa nazionale è ammessa alla UEFA Europa League 2019-2020 partendo dal primo turno preliminare, assieme alle squadre classificate al secondo e terzo posto.
Le ultime due classificate retrocedono direttamente in 1. deild 2019.

## Squadre partecipanti
| Club          | Città        | Stadio            | Posizione 2017             |
| ------------- | ------------ | ----------------- | -------------------------- |
| AB Argir      | Argir        | Skansi Arena      | 1º posto in 1. deild       |
| B36 Tórshavn  | Tórshavn     | Stadio Gundadalur | 3º posto in Formuladeildin |
| EB/Streymur   | Eiði         | Stadio Streymnes  | 7º posto in Formuladeildin |
| HB Tórshavn   | Tórshavn     | Stadio Gundadalur | 5º posto in Formuladeildin |
| KÍ Klaksvík   | Klaksvík     | Djúpumýra         | 2º posto in Formuladeildin |
| NSÍ Runavík   | Runavík      | Stadio Runavík    | 4º posto in Formuladeildin |
| Skála ÍF      | Skáli        | Stadio Skála      | 6º posto in Formuladeildin |
| TB/FCS/Royn   | Trongisvágur | Við Stórá         | 8º posto in Formuladeildin |
| 07 Vestur     | Sandavágur   | á Dungasandi      | 9º posto in Formuladeildin |
| Víkingur Gøta | Norðragøta   | Stadio Serpugerði | Campione faroese           |

## Classifica finale
|                    | Pos. | Squadra       | Pt | G  | V  | N | P  | GF | GS | DR  |
| ------------------ | ---- | ------------- | -- | -- | -- | - | -- | -- | -- | --- |
| Fær Øer (bandiera) | 1.   | HB Tórshavn   | 73 | 27 | 24 | 1 | 2  | 58 | 18 | +40 |
|                    | 2.   | NSÍ Runavík   | 55 | 27 | 17 | 4 | 6  | 64 | 25 | +39 |
| [ 1 ]              | 3.   | B36 Tórshavn  | 53 | 27 | 16 | 5 | 6  | 57 | 33 | +24 |
| [ 2 ]              | 4.   | KÍ Klaksvík   | 51 | 27 | 16 | 3 | 8  | 48 | 25 | +23 |
|                    | 5.   | Víkingur Gøta | 39 | 27 | 11 | 6 | 10 | 39 | 37 | +2  |
|                    | 6.   | Skála ÍF      | 29 | 27 | 8  | 5 | 14 | 31 | 41 | -10 |
|                    | 7.   | TB/FCS/Royn   | 28 | 27 | 8  | 4 | 15 | 27 | 42 | -15 |
|                    | 8.   | EB/Streymur   | 21 | 27 | 4  | 9 | 14 | 30 | 53 | -23 |
|                    | 9.   | AB Argir      | 18 | 27 | 5  | 3 | 19 | 16 | 55 | -39 |
|                    | 10.  | 07 Vestur     | 17 | 27 | 5  | 2 | 20 | 30 | 71 | -41 |

Legenda:
      Campione delle Isole Fær Øer e ammessa alla UEFA Champions League 2019-2020
      Ammesse alla UEFA Europa League 2019-2020
      Retrocessa in 1. deild 2019
Note:
Tre punti a vittoria, uno a pareggio, zero a sconfitta.

## Risultati

### Partite (1-18)
|               | 07V  | AB   | B36   | EB    | HB    | KÍ    | NSÍ   | Ská   | TFR   | Vík  |
| ------------- | ---- | ---- | ----- | ----- | ----- | ----- | ----- | ----- | ----- | ---- |
| 07 Vestur     | –––– | 1-0  | 0-3   | 0-3   | 1-4   | 2-3   | 0-5   | 4-1   | 1-2   | 0-1  |
| AB Argir      | 1-1  | –––– | 1-4   | 2-0   | 0-1   | 0-2   | 0-2   | 0-2   | 0-4   | 1-2  |
| B36 Tórshavn  | 2-0  | 2-1  | ––––- | 2-2   | 1-1   | 3-2   | 2-3   | 5-1   | 1-0   | 2-1  |
| EB/Streymur   | 2-1  | 0-0  | 3-2   | ––––- | 0-1   | 0-1   | 2-2   | 0-0   | 2-2   | 1-1  |
| HB Tórshavn   | 3-0  | 5-0  | 2-1   | 1-0   | ––––- | 0-3   | 1-2   | 2-1   | 4-0   | 2-1  |
| KÍ Klaksvík   | 3-0  | 3-1  | 3-1   | 2-0   | 0-1   | ––––- | 1-1   | 3-1   | 3-1   | 1-2  |
| NSÍ Runavík   | 3-1  | 6-0  | 0-2   | 5-0   | 1-2   | 0-1   | ––––- | 1-0   | 1-0   | 1-2  |
| Skála ÍF      | 2-1  | 2-0  | 0-2   | 0-2   | 0-3   | 0-0   | 1-1   | ––––- | 3-0   | 0-2  |
| TB/FCS/Royn   | 1-0  | 0-1  | 1-1   | 3-2   | 1-4   | 0-1   | 0-4   | 2-1   | ––––- | 1-4  |
| Víkingur Gøta | 4-1  | 3-0  | 2-1   | 3-1   | 1-2   | 0-3   | 1-2   | 1-0   | 0-0   | –––– |

### Partite (19-27)
|               | 07V  | AB   | B36   | EB    | HB    | KÍ    | NSÍ   | Ská   | TFR   | Vík  |
| ------------- | ---- | ---- | ----- | ----- | ----- | ----- | ----- | ----- | ----- | ---- |
| 07 Vestur     | –––– | X    | 1-3   | 3-3   | X     | 4-2   | X     | X     | 0-3   | X    |
| AB Argir      | 1-2  | –––– | 1-1   | X     | X     | X     | 0-2   | 2-4   | X     | 1-0  |
| B36 Tórshavn  | X    | X    | ––––- | 5-1   | 1-3   | 2-1   | X     | X     | 1-0   | X    |
| EB/Streymur   | X    | 0-2  | X     | ––––- | 0-3   | X     | 2-4   | 1-1   | X     | 2-2  |
| HB Tórshavn   | 3-1  | 3-0  | X     | X     | ––––- | X     | 2-1   | X     | X     | 2-1  |
| KÍ Klaksvík   | X    | 3-0  | X     | 3-0   | 1-2   | ––––- | X     | X     | X     | 1-1  |
| NSÍ Runavík   | 7-1  | X    | 1-2   | X     | X     | 2-1   | ––––- | 2-0   | X     | X    |
| Skála ÍF      | 5-0  | X    | 1-4   | X     | 0-1   | 1-0   | X     | ––––- | 2-0   | X    |
| TB/FCS/Royn   | X    | 0-1  | X     | 2-1   | 1-4   | 0-1   | 2-2   | X     | ––––- | X    |
| Víkingur Gøta | 1-4  | X    | 1-1   | X     | X     | X     | 0-3   | 2-2   | 0-2   | –––– |

## Statistiche

### Classifica marcatori
| Gol | Rigori |  | Giocatore          | Squadra       |
| --- | ------ |  | ------------------ | ------------- |
| 20  | 2      |  | Adrian Justinussen | HB Tórshavn   |
| 13  |        |  | Klæmint Olsen      | NSÍ Runavík   |
| 13  |        |  | Meinhard Olsen     | B36 Tórshavn  |
| 11  | 3      |  | Árni Frederiksberg | NSÍ Runavík   |
| 11  |        |  | Kaimar Saag        | B36 Tórshavn  |
| 11  | 2      |  | Sonny Jakobsen     | 07 Vestur     |
| 10  | 1      |  | Brian Jacobsen     | Skála ÍF      |
| 9   |        |  | Páll Klettskarð    | KÍ Klaksvík   |
| 9   |        |  | Petur Knudsen      | NSÍ Runavík   |
| 9   | 1      |  | Símun Samuelsen    | HB Tórshavn   |
| 8   |        |  | Adeshina Lawal     | Víkingur Gøta |
| 8   |        |  | Gilli Samuelsen    | 07 Vestur     |
| 8   | 3      |  | Jóannes Bjartalíð  | KÍ Klaksvík   |